# Anna Karbowiak
Anna Jadwiga Karbowiak, z domu Krzemińska (ur. 1 czerwca 1950 w Grójcu) – polska wioślarka, medalistka mistrzostw Europy, olimpijka z Montrealu 1976.
Przez całą karierę sportową (1968-1976) związana z AZS-AWF Warszawa. Wielokrotna mistrzyni Polski.
Brązowa medalistka mistrzostw Europy z roku 1973 w czwórce ze sternikiem (partnerkami były: Małgorzata Kawalska, Bogusława Kozłowska, Barbara Wojciechowska, Marta Pełeszok (sterniczka)).
Uczestniczka mistrzostw Europy w:
- roku 1970, gdzie była członkiem osady ósemek, która zajęła 7. miejsce,
- roku 1971, gdzie wystartowała w czwórce ze sternikiem, zajmując 7. miejsce (partnerkami były: Wiesława Dąbała, Grażyna Dulla, Małgorzata Kawalska, Marta Pełeszok (sterniczka))
- roku 1972, gdzie wystartowała w czwórce ze sternikiem, zajmując 7. miejsce (skład osady był identyczny jak na mistrzostwach w roku 1971).

Uczestniczka mistrzostw świata w:
- roku 1974 w czwórce ze sternikiem, podczas których polska osada (partnerkami były: Małgorzata Kawalska, Bogusława Kozłowska, Barbara Wojciechowska, Marta Pełeszok (sternik) zajęła 6. miejsce,
- roku 1975 w dwójce podwójnej (partnerką była Małgorzata Kawalska) zajmując 5. miejsce.

Na igrzyskach olimpijskich w 1976 roku w Montrealu wystartowała w dwójce bez sternika (partnerką była Małgorzata Kawalska). Polska osada zajęła 8. miejsce.